# Addison Riecke
Addison Riecke, all'anagrafe Addison Elizabeth Riecke (Covington, 26 gennaio 2004), è un'attrice, cantante e modella statunitense, nota per aver interpretato il ruolo di Nora Thunderman nella sitcom I Thunderman di Nickelodeon e quello di Marie nel film L'inganno.

## Biografia
Addison Riecke è nata il 26 gennaio 2004 a Covington, in Louisiana, da madre Jeanine Riecke e da padre Jared Riecke. All'età di quattro anni ha scoperto la sua passione per la recitazione e il canto. Ha acquisito esperienza attraverso una varietà di campi e laboratori, come il Kehoe-France Drama Camp.

## Carriera
Addison Riecke nell'agosto 2011 si è iscritta alla John Robert Powers Performing Arts Academy di Metairie, in Louisiana. In seguito ai suoi studi ha ottenuto un'audizione di successo per l'International Presentation of Performance (IPOP) e ha vinto numerosi premi: Attore bambino dell'anno, vincitore del monologo per bambini e vincitore di Baby TV Beauty Commercial.
Nel 2013 è apparsa in un episodio della serie Ricomincio... dai miei (How to Live with Your Parents (For the Rest of Your Life)).
Nel corso della sua carriera ha interpretato anche degli spot televisivi ma il ruolo maggiore lo ha ottenuto dal 2013 al 2017 interpretando Nora Thunderman nella serie televisiva I Thunderman. Nel 2014 ha preso parte al crossover di quest'ultima serie con I fantasmi di casa Hathaway (The Haunted Hathaways), intitolato I fantasmi di casa Thunderman.
Nel 2015 ha recitato nei film televisivi Nickelodeon's Ultimate Halloween Costume Party diretto da Lauren Quinn e in Superstars Super Christmas (Nickelodeon's Ho Ho Holiday) diretto da Jonathan Judge. Nel 2017 ha recitato nei film televisivi Il mitico campo estivo (Nickelodeon's Sizzling Summer Camp Special) e in Not So Valentine's Special entrambi diretti da Jonathan Judge.
Nel 2017 ha interpretato il ruolo di Marie nel film film L'inganno (The Beguiled) diretto da Sofia Coppola. Ambientato nel 1864, è la storia di un soldato dell'Unione ferito che viene ospitato nel Seminario di Miss Martha Farnsworth per giovani donne. Nel 2018 ha recitato nella serie Catorious. Nello stesso anno ha interpretato il ruolo di Agnes nel film Banana Split diretto da Benjamin Kasulke.
Nel 2018 e nel 2019 ha ricoperto il ruolo di Cathy Fitzroy nella serie A Girl Named Jo. Nel 2019 ha interpretato il ruolo di Sophie nel cortometraggio Strong Independent Women diretto da Jennette McCurdy. Nel 2021 ha ricoperto il ruolo di Maddie nell'omonimo cortometraggio diretto da Zane Rubin.

## Filmografia

### Cinema
- L'inganno (The Beguiled), regia di Sofia Coppola (2017)
- Improbabili amiche (Banana Split), regia di Benjamin Kasulke (2018)
- I Thunderman - Il ritorno, (The Thunderman Return), regia di Trevor Kirschner (2024)

### Televisione
- Ricomincio... dai miei (How to Live with Your Parents (For the Rest of Your Life)) – serie TV, 1 episodio (2013)
- I Thunderman (The Thundermans) – serie TV, 104 episodi (2013-2017)
- I fantasmi di casa Hathaway (The Haunted Hathaways) – serie TV, episodio 2x10 - speciale crossover con I Thunderman (2014)
- Nickelodeon's Ultimate Halloween Costume Party, regia di Lauren Quinn – film TV (2015)
- Superstars Super Christmas (Nickelodeon's Ho Ho Holiday), regia di Jonathan Judge – film TV (2015)
- Il mitico campo estivo (Nickelodeon's Sizzling Summer Camp Special), regia di Jonathan Judge – film TV (2017)
- Not So Valentine's Special, regia di Jonathan Judge – film TV (2017)
- Catorious – serie TV (2018)
- A Girl Named Jo – serie TV, 23 episodi (2018-2019)

### Cortometraggi
- Strong Independent Women, regia di Jennette McCurdy (2019)
- Maddie, regia di Zane Rubin (2021)

## Doppiatrici italiane
Nelle versioni in italiano dei suoi film e delle sue serie TV, Addison Riecke è stata doppiata da:
- Valentina Pallavicino[27] in I Thunderman[28], I fantasmi di casa Hathaway[29], I Thunderman - Il ritorno
- Chiara Fabiano[30] ne L'inganno[31]

## Riconoscimenti
- International Online Cinema Awards (INOCA)
  - 2017: Vincitrice come Miglior cast d'ensemble con Nicole Kidman, Kirsten Dunst, Elle Fanning, Colin Farrell, Oona Laurence, Angourie Rice ed Emma Howard per la serie The Seduced (The Beguiled)
- Nickelodeon Kids' Choice Awards
  - 2013: Candidatura come Attrice televisiva preferita per la serie I Thunderman